# Дома (Германия)
До́ма (нем. Dohma) — община в Германии, районный центр, расположен в земле Саксония. Подчиняется земельной дирекции Дрезден. Входит в состав района Саксонская Швейцария. Подчиняется управлению Пирна. Население составляет 2078 человек (на 31 декабря 2010 года). Занимает площадь 19,56 км².
Община подразделяется на 3 сельских округа — Дома, Котта и Гоэс. Она расположена на склонах гор между реками Готтлойба и Баре. С 1894 по 1963 год Дома имела вокзал на железнодорожной линии Пирна — Гросскотта, которая служила прежде всего аерьерами для добычи песчаника. С 1894 по 1935 и с 1945 по 1957 на этой линии ездили также пассажирские поезда.
- Деревня Дома

## Население
| Год  | Численность | Численность |
| ---- | ----------- | ----------- |
| 2017 | 1965        | [ 1 ]       |
| 2019 | 1946        | [ 3 ]       |
| 2021 | 1996        | [ 4 ]       |
| 2022 | 2002        | [ 5 ]       |
| 2023 | 2004        | [ 2 ]       |